# Caroline Maes (tennisser)
Caroline Maes (Dendermonde, 2 november 1982) is een voormalig tennisspeelster uit België.
Zij is actief in het enkelspel sinds 1997 en in het dubbelspel sinds 1999. Ze won geen enkel WTA-toernooi, maar wel acht ITF-toernooien in het enkelspel, waaronder het $100.000-toernooi van Rome, en negen in het dubbelspel. Ze was lid van het Belgische Fed Cup-team in 2002, 2003, 2006, 2007 en 2008. In 2006 bereikte Maes samen met Kim Clijsters de tweede ronde in het dubbelspel in Miami. Maes speelde nooit op een grandslamtoernooi.
In februari 2009 zette Maes een punt achter haar internationale tenniscarrière.

## Politieke carrière
Naast het tennisspel engageert Caroline zich ook in de gemeentepolitiek van Zele. Bij de verkiezingen in oktober 2006 stond ze op de lijst van de VLD. Met 257 stemmen had ze echter niet genoeg om een zetel in de gemeenteraad te krijgen. Caroline hoopt na haar carrière schepen van sport te worden.

## Posities op deWTA-ranglijst
Positie per einde seizoen:
| jaartal | ranking enkelspel | ranking dubbelspel |
| ------- | ----------------- | ------------------ |
| 1999    | 713               | 721                |
| 2000    | 424               | 472                |
| 2001    | 343               | 333                |
| 2002    | 250               | 393                |
| 2003    | 249               | 284                |
| 2004    | 525               | 392                |
| 2005    | 374               | 363                |
| 2006    | 274               | 229                |
| 2007    | 177               | 167                |
| 2008    | 316               | 305                |

## Palmares

### Resultaten in WTA-toernooien
| nr. | datum      | toernooi                 | bereikte ronde | tegenstandster              | score         |
| --- | ---------- | ------------------------ | -------------- | --------------------------- | ------------- |
| 1.  | 2004-10-03 | WTA Hasselt-Tier III     | 1e             | Jelena Bovina (WTA-17)      | 1-6, 1-6      |
| 2.  | 2006-11-05 | WTA Hasselt-Tier III     | 2e             | Michaëlla Krajicek (WTA-41) | 6-7, 6-2, 3-6 |
| 3.  | 2007-02-18 | WTA Antwerpen-Tier II    | 1e             | Sybille Bammer(WTA-47)      | 2-6, 0-6      |
| 3.  | 2007-05-26 | WTA Straatsburg-Tier III | 2e             | Jelena Vesnina (WTA-67)     | 1-6, 4-6      |
| 4.  | 2008-02-17 | WTA Antwerpen-Tier II    | 1e             | Ai Sugiyama (WTA-42)        | 5-7, 3-6      |

### Gewonnen ITF-toernooien enkelspel
| nr. | finaledatum | toernooi          | dotatie  | tegenstandster in finale | score              |
| --- | ----------- | ----------------- | -------- | ------------------------ | ------------------ |
| 1.  | 2000-08-13  | Rebecq            | $10.000  | Claudine Schaul          | 1-6, 7-6, 6-3      |
| 2.  | 2000-11-12  | Villenave-d'Ornon | $10.000  | Claudine Schaul          | 4-0, 4-1, 4-5, 4-1 |
| 3.  | 2001-11-11  | Villenave-d'Ornon | $10.000  | Stéphanie Rizzi          | 6-4, 2-6, 6-2      |
| 4.  | 2001-12-02  | Mallorca          | $10.000  | Adriana Basaric          | 2-6, 6-1, 7-5      |
| 5.  | 2005-08-21  | Koksijde          | $10.000  | Nadège Vergos            | 6-2, 6-0           |
| 6.  | 2006-05-07  | Dubrovnik         | $10.000  | Karolina Jovanović       | 6-1, 6-1           |
| 7.  | 2006-08-13  | Rebecq            | $10.000  | Sylvia Montero           | 6-1, 6-2           |
| 8.  | 2007-05-13  | Rome              | $100.000 | Marta Marrero            | 6-4, 7-6           |